# ポール・アリヴィサトス
アルマンド・ポール(パウロス)・アリヴィサトス（Armand Paul(Pavlos) Alivisatos、1959年11月12日 - ）は、アメリカ合衆国の化学者。シカゴ大学学長。量子ドットを専門とする。

## 経歴
イリノイ州シカゴでギリシャ系移民の家庭に生まれた。10歳の時に一家でギリシャのアテネに移るが、単身でアメリカに戻り、1981年シカゴ大学卒業、1986年カリフォルニア大学バークレー校から物理化学のPh.D.を取得。ベル研究所で博士研究員となり、ルイ・ブラスと共同研究した。1988年から母校教授となり、ナノテクノロジーのベンチャー企業Nanosysの技術顧問も務めている。2009年から2016年までローレンス・バークレー国立研究所所長を務めた。2021年から現職。

## 受賞歴
- 2006年 - アーネスト・ローレンス賞
- 2010年 - ライナス・ポーリング賞
- 2011年 - フォン・ヒッペル賞
- 2012年 - ウルフ賞化学部門
- 2013年 - トムソン・ロイター引用栄誉賞
- 2015年 - アメリカ国家科学賞化学部門
- 2016年 - ダン・デイヴィッド賞
- 2017年 - 米国科学アカデミー賞化学部門
- 2018年 - ヴィルヘルム・エクスナー・メダル
- 2019年 - ウェルチ化学賞、グレン・T・シーボーグ・メダル、F・A・コットン・メダル
- 2021年 - プリーストリー賞
- 2024年 - カヴリ賞ナノサイエンス部門、エンリコ・フェルミ賞

## 参照
- Alivisatos Research Group at the University of California at Berkeley
- Lawrence Berkeley National Lab